# Шамсутдинов, Зебри Шамсутдинович
Зебри Шамсутдинович Шамсутдинов — российский учёный в области селекции кормовых растений для устойчивого развития аридных территорий
кормовых растений, член-корреспондент ВАСХНИЛ (1988), член-корреспондент РАН (2014).

## Биография
Родился 09.01.1931 в с. Ак-Монай (Каменское) близ Керчи, Крымская АССР. В 1944 г. как крымский татарин депортирован в Узбекистан.
Учился в плодоовощном техникуме (диплом с отличием). После окончания Узбекского СХИ (1955) работал младшим научным сотрудником отдела агротехники Узбекского НИИ виноградарства.
С 1956 по 1990 год во ВНИИ каракулеводства: младший (1956—1957), старший (1957—1958) научным сотрудником отдела пастбищ, заведующий отделом (1958—1973), руководитель селекционного центра по аридным кормовым растениям, заместитель директора по научной работе (1973—1990).
С 1990 г. руководитель селекционного центра по кормовым культурам Всероссийского НИИ кормов им. В. Р. Вильямса (ФНЦ «ВИК им. В. Р. Вильямса»).
Доктор биологических наук (1974), профессор (1977), член-корреспондент ВАСХНИЛ (1988), член-корреспондент РАН (2014).
Заслуженный деятель науки Узбекской ССР (1980). Лауреат Государственной премии СССР в области науки и техники (1981), Государственной премии Узбекской ССР им. Бируни (1971). Награжден двумя орденами «Знак Почёта» (1966, 1971), медалями «За доблестный труд в Великой Отечественной войне 1941—1945 гг.», «Тридцать лет победы в Великой Отечественной войне 1941-1945 гг.», «Шестьдесят лет победы в Великой Отечественной войне 1941—1945 г.г.», «В память 850-летия Москвы», двумя золотыми, серебряной и двумя бронзовыми медалями ВДНХ .
Создал 18 аридных (для сухого климата) сортов кормовых растений.
Опубликовал более 300 научных трудов, в том числе 27 книг и брошюр, из них 10 монографий. Получил 16 авторских свидетельств на изобретения.
Книги:
- Создание долголетних пастбищ в аридной зоне Средней Азии. — Ташкент: Фан, 1975. — 176 с.
- Долголетние пастбищные агрофитоценозы в аридной зоне Узбекистана / соавт. И. П. Ибрагимов; ВНИИ каракулеводства. — Ташкент: Фан, 1983. — 176 с.
- Биологическая мелиорация деградированных сельскохозяйственных земель (на примере аридных территорий) / Всерос. НИИ кормов им. В. Р. Вильямса. — М., 1996. — 173 с.
- Галофиты России, их экологическая оценка и использование / соавт.: И. В. Савченко и др. — М.: Эдель-М, 2000. — 399 c.
- Эколого-эволюционные основы селекции кормовых растений. — М.: Эдель-М, 2003. — 380 с.
- Галофитное растениеводство: (экол.-биол. основы): моногр. / соавт. Н. З. Шамсутдинов. — М.: Сов. спорт, 2005. — 403 с.
- Экологическая реставрация пастбищ (на основе новых сортов кормовых галофитов) / соавт.: В. М. Косолапов и др.; ГНУ Всерос. НИИ кормов им. В. Р. Вильямса. — М.: ФГОУ ДПОС РАКО АПК, 2009. — 294 с.
- Улучшение и использование сенокосов и пастбищ Поволжья / соавт.: А. А. Зотов, В. М. Косолапов; ГНУ Всерос. НИИ кормов им. В. Р. Вильямса. — Москва; Киров: ВЯТКА, 2010. — 463 с.
- Справочник по кормопроизводству / соавт.: В. М. Косолапов и др.; ГНУ Всерос. НИИ кормов им. В. Р. Вильямса. — 4-е изд., перераб. и доп. — М.: РАСХН, 2011. — 700 с. — То же. — 5-е изд., перераб. и доп. — 2014. — 717 с.
- Основные виды и сорта кормовых культур: итоги научной деятельности Центрального селекционного центра / соавт.: В. М. Косолапов и др.; ФГБНУ «Всерос. НИИ кормов им. В. Р. Вильямса». — М.: Наука, 2015. — 543 с.
- Кормовые экосистемы Центрального Черноземья России: агроландшафтные и технологические основы / соавт.: В. М. Косолапов и др.; ФГБНУ « Всерос. НИИ кормов им. В. Р. Вильямса». — М.: РАСХН, 2016. — 648 с.
- Методические рекомендации по оценке адаптивного потенциала аридных кормовых растений / соавт.: В. М. Косолапов и др.; ФГБНУ «Федер. науч. центр кормопроизводства и агроэкологии им. В. Р. Вильямса» и др. — М.: Угреш. тип., 2018. — 19 с.